# Três Nações 2000
O Três Nações 2000 foi a V edição do Torneio, a competição esportiva internacional anual de rugby entre a Austrália (Wallabies), Nova Zelândia (All Blacks) e a África do Sul (Springboks).
O torneio foi disputado entre os dias 15 de Julho e 26 de Agosto.
Os times se enfrantaram em jogos de ida e volta, vencedora foi a seleção australiana os Wallabies (1º título), ganhando a Copa Bledisloe (contra a Nova Zelândia).

## Jogos
| 15 de Julho de 2000 |         |               |        |
| Austrália           | 35 - 39 | Nova Zelândia | Sydney |
|                     |         |               | Sydney |

| 22 de Julho de 2000 |         |               |              |
| Nova Zelândia       | 25 - 12 | África do Sul | Christchurch |
|                     |         |               | Christchurch |

| 29 de Julho de 2000 |        |               |        |
| Austrália           | 26 - 6 | África do Sul | Sydney |
|                     |        |               | Sydney |

| 5 de Agosto de 2000 |         |           |            |
| Nova Zelândia       | 23 - 24 | Austrália | Wellington |
|                     |         |           | Wellington |

| 19 de Agosto de 2000 |         |               |             |
| África do Sul        | 46 - 40 | Nova Zelândia | Joanesburgo |
|                      |         |               | Joanesburgo |

| 26 de Agosto de 2000 |         |           |        |
| África do Sul        | 18 - 19 | Austrália | Durban |
|                      |         |           | Durban |

## Classificação
| Seleção       | Vitórias | Empates | Derrotas | Pontos a favor | Pontos contra | Pontos +/- | Bonus | Pontos |
| ------------- | -------- | ------- | -------- | -------------- | ------------- | ---------- | ----- | ------ |
| Austrália     | 3        | 0       | 1        | 104            | 86            | +18        | 2     | 14     |
| Nova Zelândia | 2        | 0       | 2        | 127            | 117           | +10        | 4     | 12     |
| África do Sul | 1        | 0       | 3        | 82             | 110           | -28        | 2     | 6      |

Pontuação: Vitória=4, Empate=2, Derrota=0, Bônus para equipe que fizer 4 ou mais tries = + 1, Bônus para equipe que perder por 7 pontos ou menos = + 1.

## Campeã
| Três Nações 2000                         |
| ---------------------------------------- |
| Austrália (Wallabies) Campeã (1º título) |